# نیکولا رودیگاری
نیکولا رودیگاری (انگلیسی: Nicola Rodigari؛ زادهٔ ۷ نوامبر ۱۹۸۱) اسکیت‌باز سرعت اهل ایتالیا است.